# Graomys
Graomys é um género de roedor da família Cricetidae.

## Espécies
- Graomys centralis Thomas, 1902
- Graomys domorum (Thomas, 1902)
- Graomys edithae Thomas, 1919
- Graomys griseoflavus (Waterhouse, 1837)